# Домброва-Міхалкі
Домброва-Міхалкі (пол. Dąbrowa-Michałki) — село в Польщі, у гміні Чижев Високомазовецького повіту Підляського воєводства.
Населення — 138 осіб (2011).
У 1975-1998 роках село належало до Ломжинського воєводства.

## Демографія
Демографічна структура станом на 31 березня 2011 року:
|          | Загалом | Допрацездатний вік | Працездатний вік | Постпрацездатний вік |
| -------- | ------- | ------------------ | ---------------- | -------------------- |
| Чоловіки | 66      | 15                 | 40               | 11                   |
| Жінки    | 72      | 13                 | 37               | 22                   |
| Разом    | 138     | 28                 | 77               | 33                   |